# RVZ-7
RVZ-7（ロシア語: РВЗ-7）は、ソビエト連邦（→ラトビア）のリガ車両製作工場が開発した路面電車車両。多数の新技術を搭載した意欲的な車両として設計されたが、故障が頻発した事で短期間の運用に終わった。

## 概要

### 開発までの経緯
現：ラトビアのリガに本社を置いていたリガ車両製作工場は第二次世界大戦後初期から路面電車車両製造に着手し、複数の試作車を経て1961年以降はRVZ-6の大量生産を実施していた。だが、1970年代に入るとRVZ-6の設計や電気機器は前時代的なものとなり、当時開発されていた様々な技術を搭載した新型路面電車が求められるようになっていた。そこで、ロシア・ソビエト連邦社会主義共和国（RSFSR、РСФСР）で採決された生産計画の元、リガ車両製作工場が1971年から開発に着手し、1974年に最初の試作車が完成したのがRVZ-7である。

### 構造
ループ線が存在する路線での運行を前提としたボギー車で、1両（単行）での運用の他、総括制御による2両編成での走行も可能な設計となっていた。流線形状のデザインを有した車体はスケルトン構造を取り入れた全溶接式の鋼製で、側面窓下にはコルゲート加工が施されていた。車内の壁や屋根は温度を一定に保つため断熱材を組み込んだラミネート加工のプラスチックで構成され、床面には滑り止め用のゴムが貼られていた。窓は従来の車両よりも寸法が広く取られ、日中には自然光がより車内へ差しこむようにしていた他、運転士の視界向上も図られた。
車内には2列 + 1列のクロスシートが設置され、右側面には2枚折り戸式の乗降扉が3箇所設置されていた。冬季には電気ヒーターによって車内の温度が一定に保たれた一方、冷房装置や強制換気装置は搭載されておらず、通風は窓の開閉（自然換気）によって行われた。台車は側梁や軸受が車輪の内側にあるインサイドフレーム式が用いられた。
従来のRVZ-6は速度制御に抵抗器を用いた抵抗制御方式を用いていたが、構造が簡素となる反面メンテナンスの手間やエネルギーの消費量に難があった。そこで、RVZ-7はモスクワ電力工学研究所が開発した、サイリスタや半導体を用いるサイリスタ位相制御方式（ТИСУ）の制御装置が導入された。更に、制動時に電力が回収可能な回生ブレーキも搭載した事で、消費エネルギー量の大幅な削減が図られた。これに伴い、運転台の構造もRVZ-6から大幅に変化した。集電装置にはシングルアーム式パンタグラフが用いられる事になっていた。

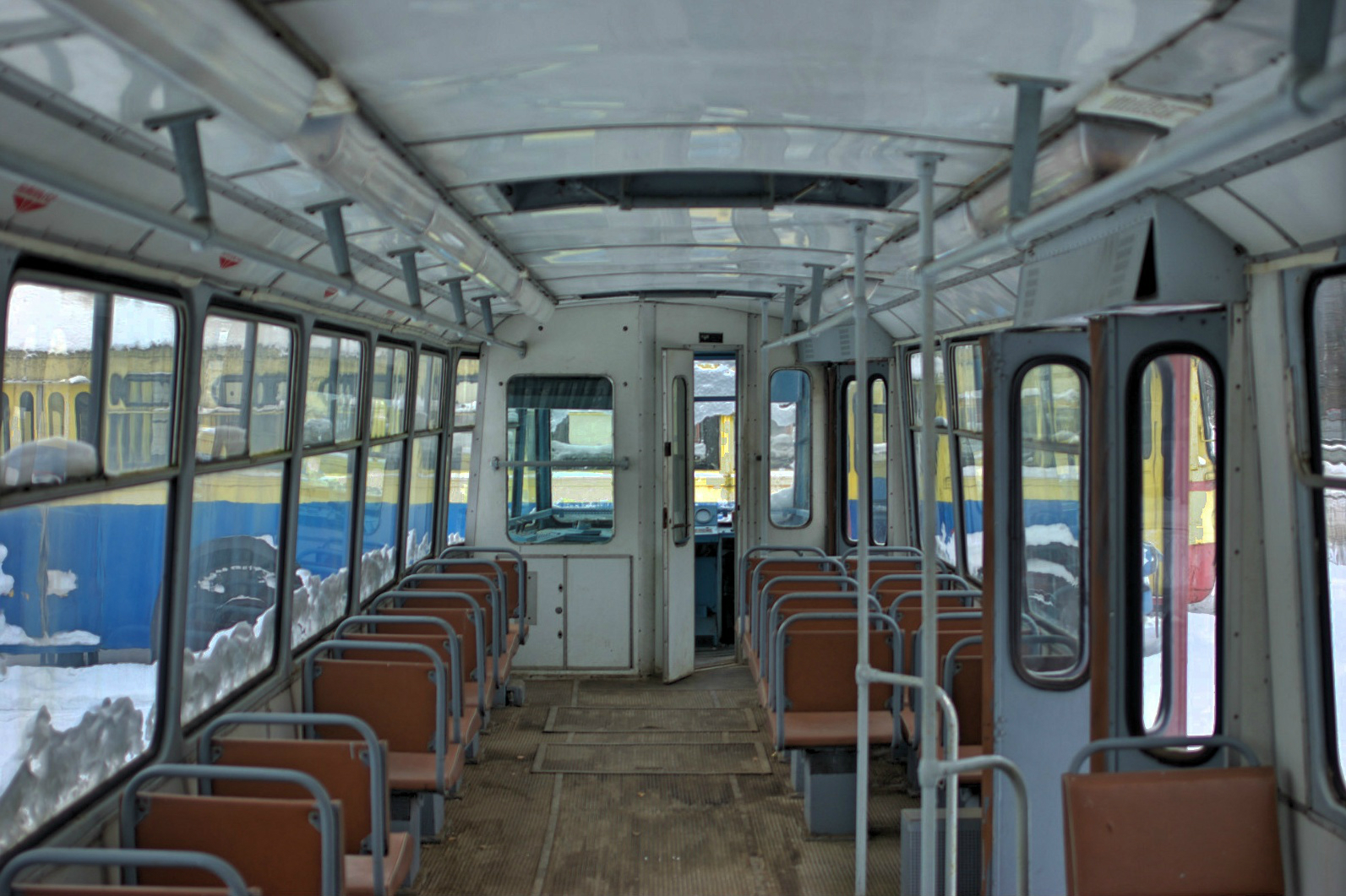
車内（運転室側）（ニジニ・ノヴゴロド）
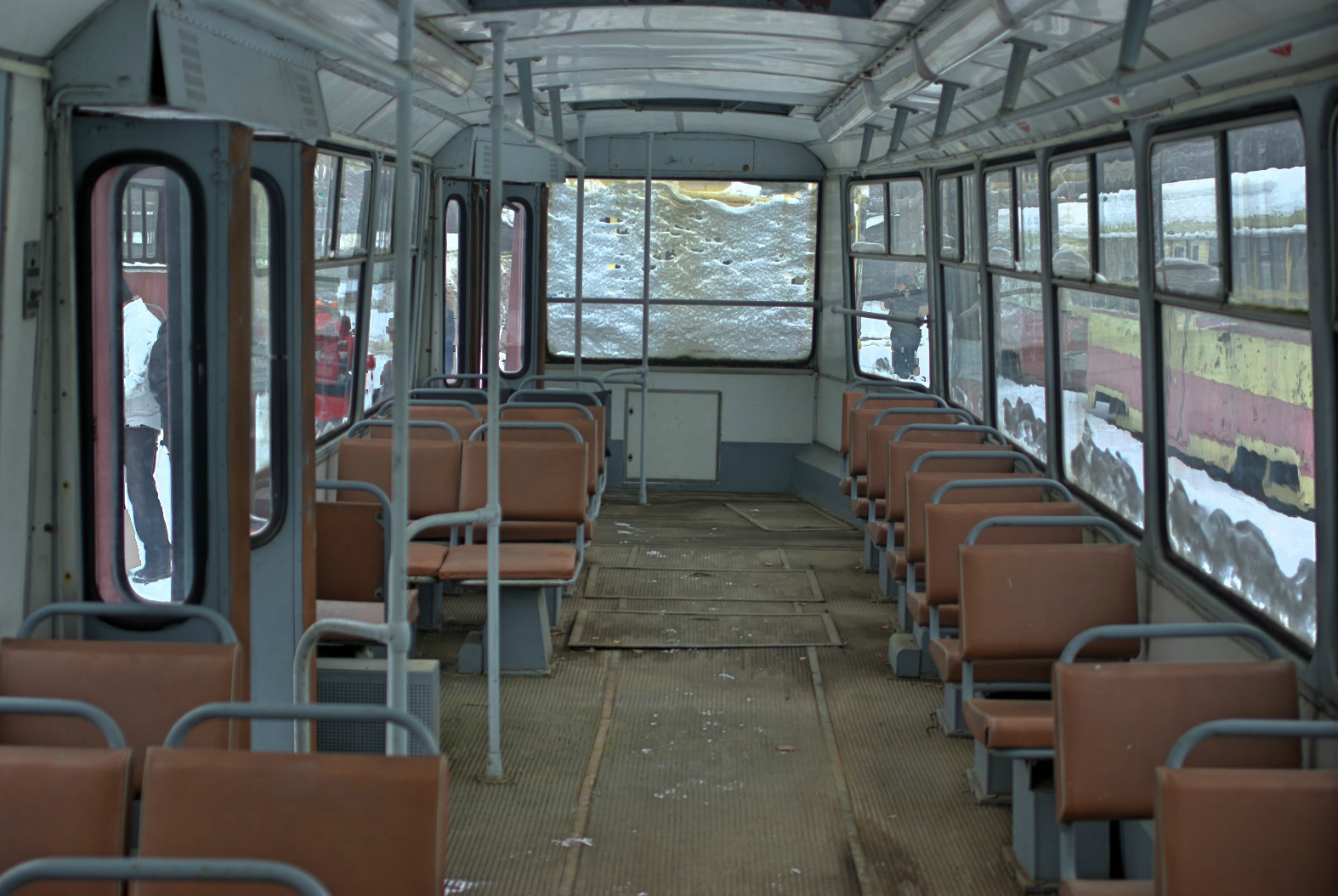
車内（後部側）

## 運用

### 71-217
RVZ-7のうち、最初に製造された車両は1976年にソビエト連邦国内の鉄道車両に向けて制定された形式番号に基づき、「71-217」とも呼ばれていた。まず1973年から1974年にかけて最初の試作車2両が製造され、リガ車両製作工場内やモスクワ（モスクワ市電）での試運転を経て1976年以降はゴーリキー（現：ニジニ・ノヴゴロド）のゴーリキー市電で営業運転に使用された。更に同年には窓配置を始めとした車体構造に一部変更を加えた4両の試作車も作られ、同じくゴーリキー市電に投入された。
ところが、試運転の開始当初からRVZ-7（71-217）は不具合が相次ぎ、当初計画されていた総括制御についても先頭車両からの集電装置の一括操作が出来ない等多数の不具合が起きた事で中止を余儀なくされた。にもかかわらず、回生ブレーキによる消費電力の削減効果が見込まれた事もあり、リガ車両製作工場は1977年から1978年にかけて10両の量産車を製造した。そのうち7両はゴーリキー市電に、3両はカザンの路面電車であるカザン市電に導入されたが、後にゴーリキー市電向け車両のうち2両はカザン市電に移籍した。双方とも架線の状態を考慮し集電装置はシングルアーム式パンタグラフではなくビューゲルを用いた。
だが、営業運転開始後もRVZ-7（71-217）の不具合の頻発は収まらず、各種装置からの騒音や制御装置の故障、主電動機の発火などの事態が相次ぎ、平均故障間隔も同時期の車両（タトラT3：2,960 km、KTM-5：1,100 km）と比べて遥かに短い233 kmを記録していた。更に加減速度を始めとした性能についても設計上の数値と比べ劣っており、特に制動距離は従来の車両よりも長くなっていた。
その結果、ゴーリキー市電では1980年をもって全車とも営業運転を離脱し、それ以降も予備部品をリガ車両製作工場から購入する形で営業運転に使用し続けたカザン市電からも1985年3月までに廃車された。そのうち前者で廃車になった車両のうち6両はノヴォシビルスク（ノヴォシビルスク市電）に譲渡されたが、こちらも短期間の使用に終わった。

### 71-267
不具合の頻発の結果短期間の使用に終わった事で、RVZ-7（71-217）は欠陥を改善するべく、リガ車両製作工場は1980年に運用を離脱したゴーリキー市電向け車両のうち2両を用い、カリーニン（現：トヴェリ）に設けられた実験線を用いた試験運転を実施した。そして1982年以降、電気機器などの機構に変更を加えた71-267が製造され、一部車両はゴーリキー市電やカリーニン市電（→トヴェリ市電）の線路を用い、旅客営業も含めた試運転が行われたが、電気機器や制動装置の頻繁な故障などの欠陥が多数露呈する結果に終わった。だが、RSFSRの指示による生産計画に基づきリガ車両製作工場は試験を続行し、最終的にRVZ-7の開発計画が中止されたのはペレストロイカを始めとする改革が実行に移された1985年となった。
その後、未完成の車体の一部は跨座式モノレールの開発計画用の試作車に転用されたが、こちらも実用化には至らないままソビエト連邦の崩壊を迎え、破棄される事となった。

## 保存
2020年現在、ゴーリキー市電（現：ニジニ・ノヴゴロド市電）で使用された1両（71-217）が、ニジニ・ノヴゴロド路面電車博物館で静態保存されている。同年現在の車両番号は2604だが、製造当初は2911、1992年以降は2914に変更された経緯を持つ。また、トヴェリ市電の車庫にも71-267の車体1両分が残存していたが、2019年の時点で撤去された事が確認されている。

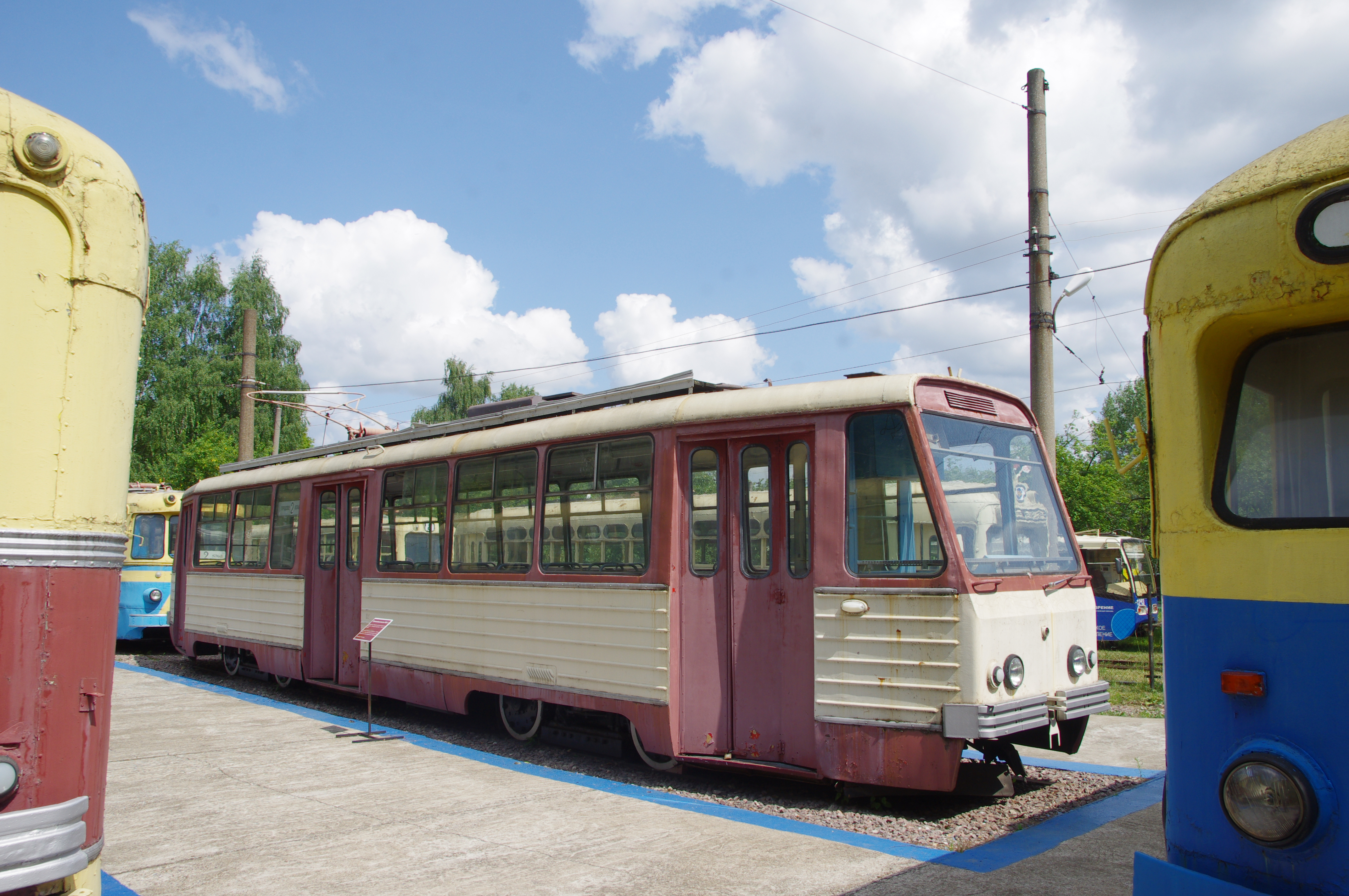
ニジニ・ノヴゴロド路面電車博物館（ロシア語版）で静態保存されるRVZ-7（2013年撮影）
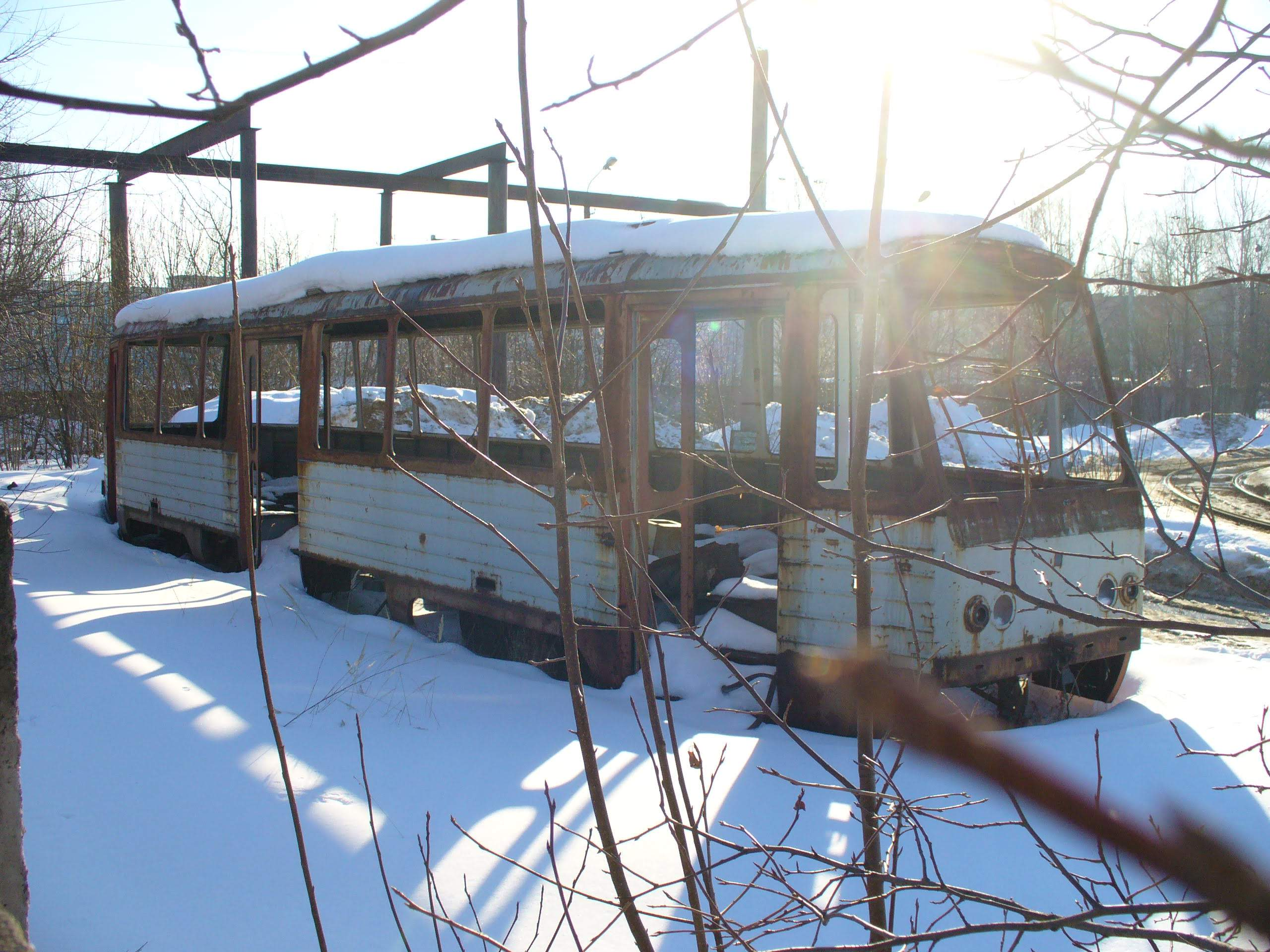
トヴェリに残存していたRVZ-7の車体（2006年撮影）
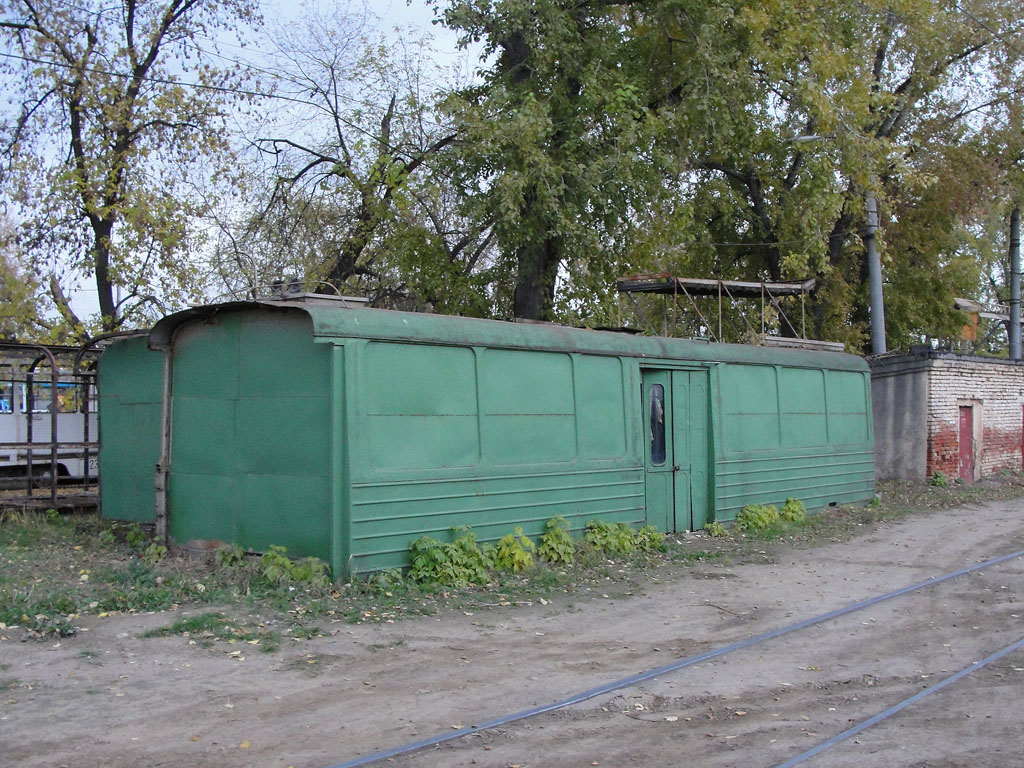
カザン市電のRVZ-7は廃車後に車体が倉庫として再利用された（2010年撮影）